# Săvârșin, Arad
Săvârșin (în maghiară: Soborsin, în germană: Soborschin) este satul de reședință al comunei cu același nume din județul Arad, la limita între regiunile istorice Banat și Crișana, România.

## Așezare
Localitatea Săvârșin este situată la poalele Munților Metaliferi, la contactul acestora cu Culoarul Mureșului, la o distanță de 87 km față de municipiul Arad.

## Istoric
Prima atestare documentară a localității Săvârșin datează din 1479. 

## Economie
Localitatea are un potențial economic mare: agricultura, silvicultura, industria lemnului, industria materialelor de construcții reprezentată de exploatarea de granit și turismul.

## Turism
Fondul turistic este unul de excepție. Cele mai însemnate obiective turistice sunt rezervațiile naturale "Peștera lui Duțu" și "Peștera lui Sinesie", colecțiile de artă plastică decorativă (grafică universală, artă decorativă din Extremul Orient, grafică și picturi semnate de Eugen Popa și Gina Hagiu) și de etnografie de la Săvârșin. De asemenea castelul regal din Săvârșin (sec. al XVIII-lea), proprietatea regelui Mihai. Din 2005, reședința regală de la Săvârșin a intrat în circuitul turistic.

## Clădiri istorice
- Castelul Regal

## Personalități
- Nicolae Ioțcu, senator

## Galerie de imagini

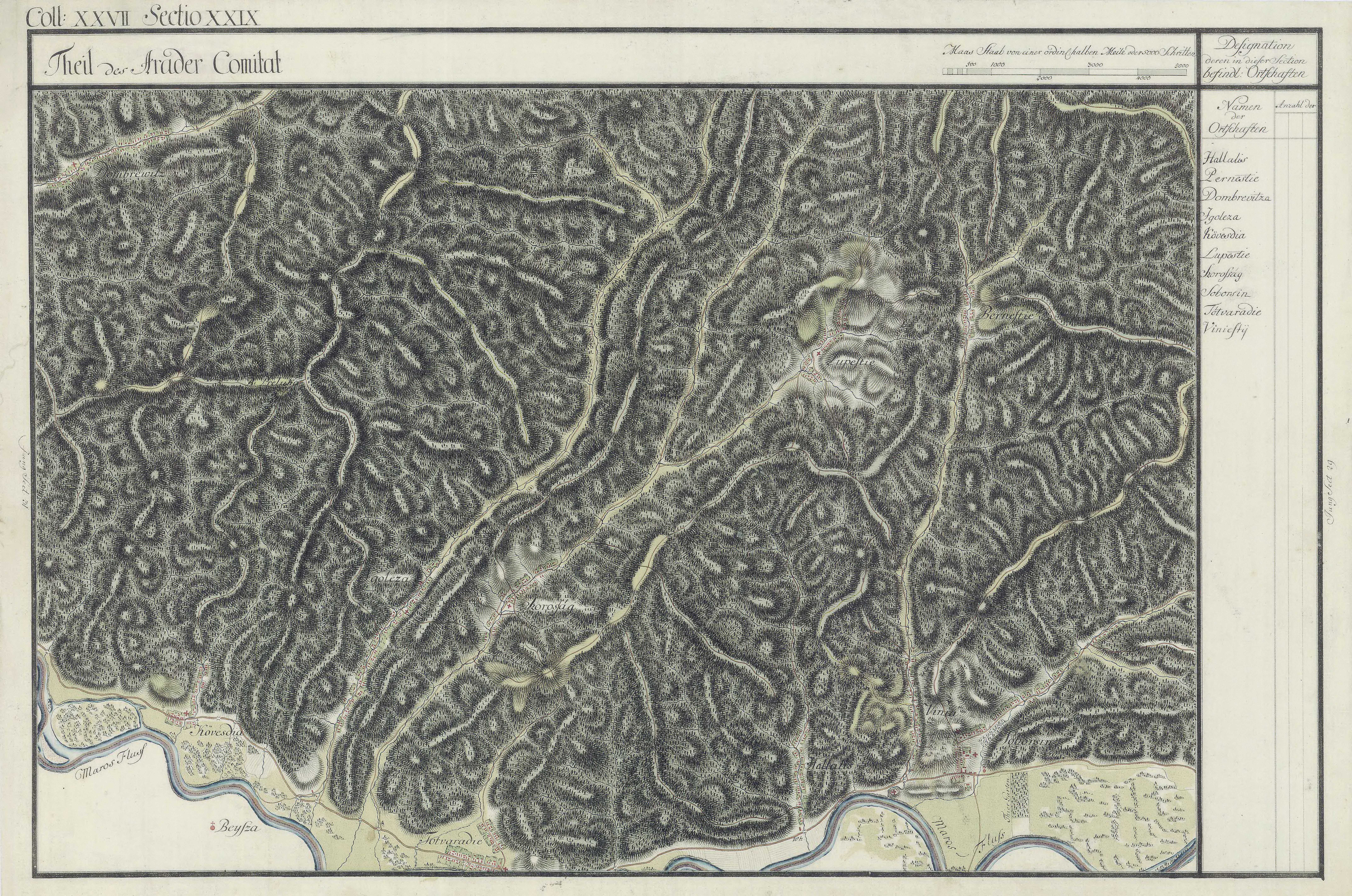
Săvârșin în Harta Iosefină a Comitatului Arad
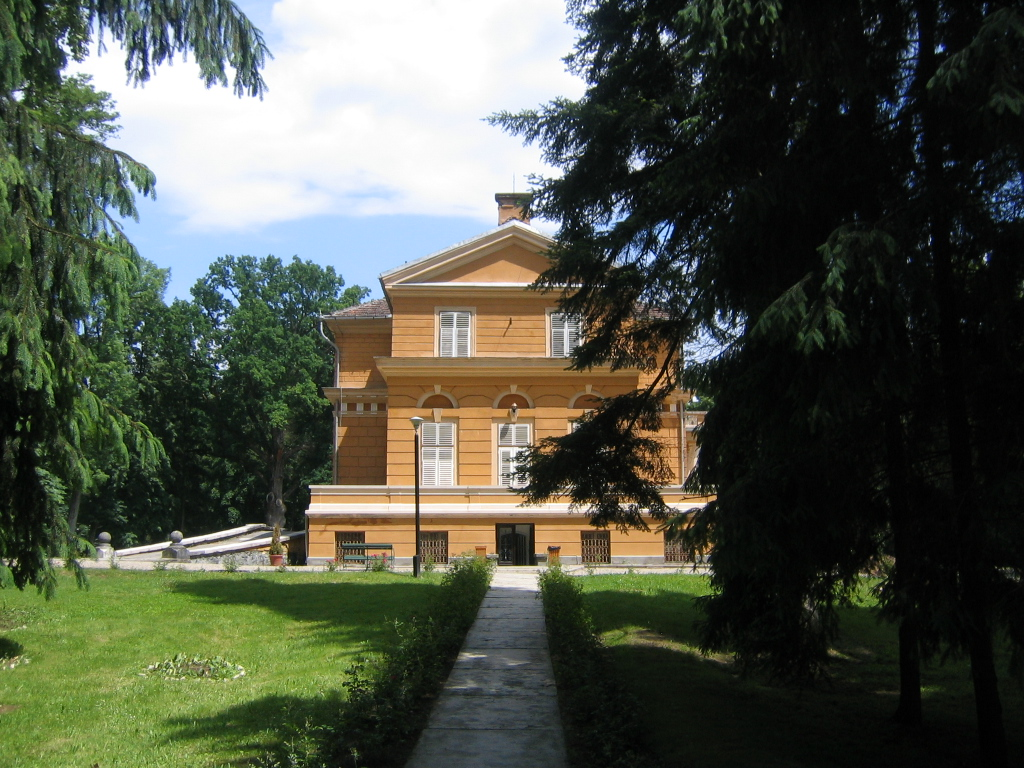
Săvârșin (Castelul regal)
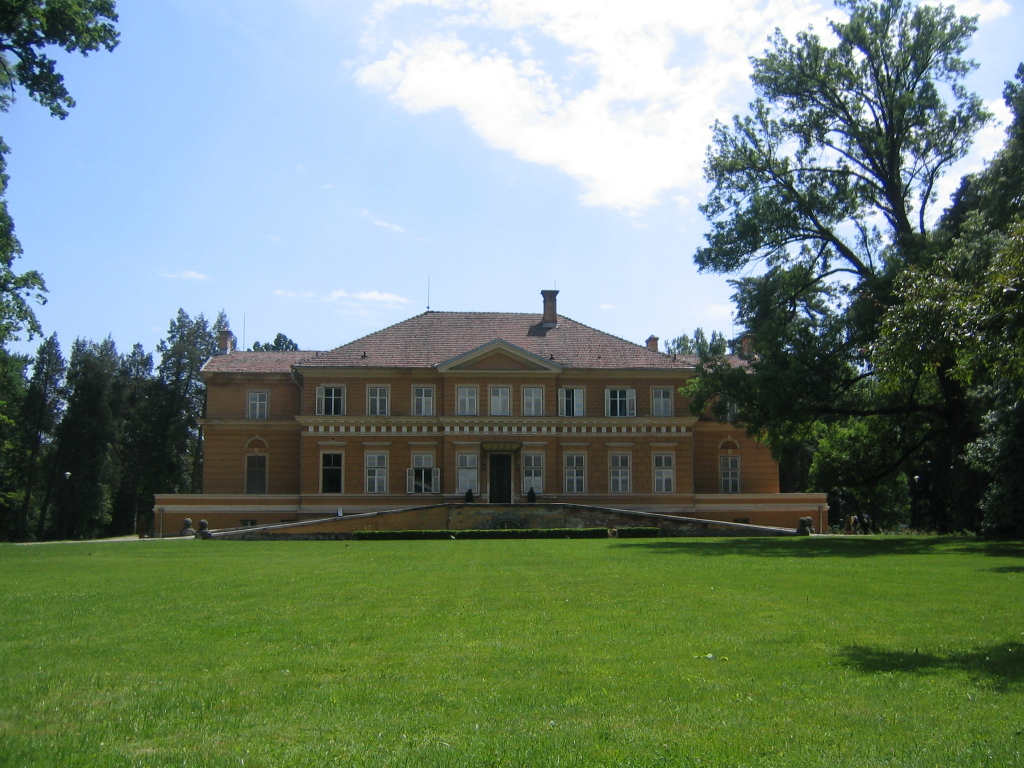
Săvârșin (Castelul regal)
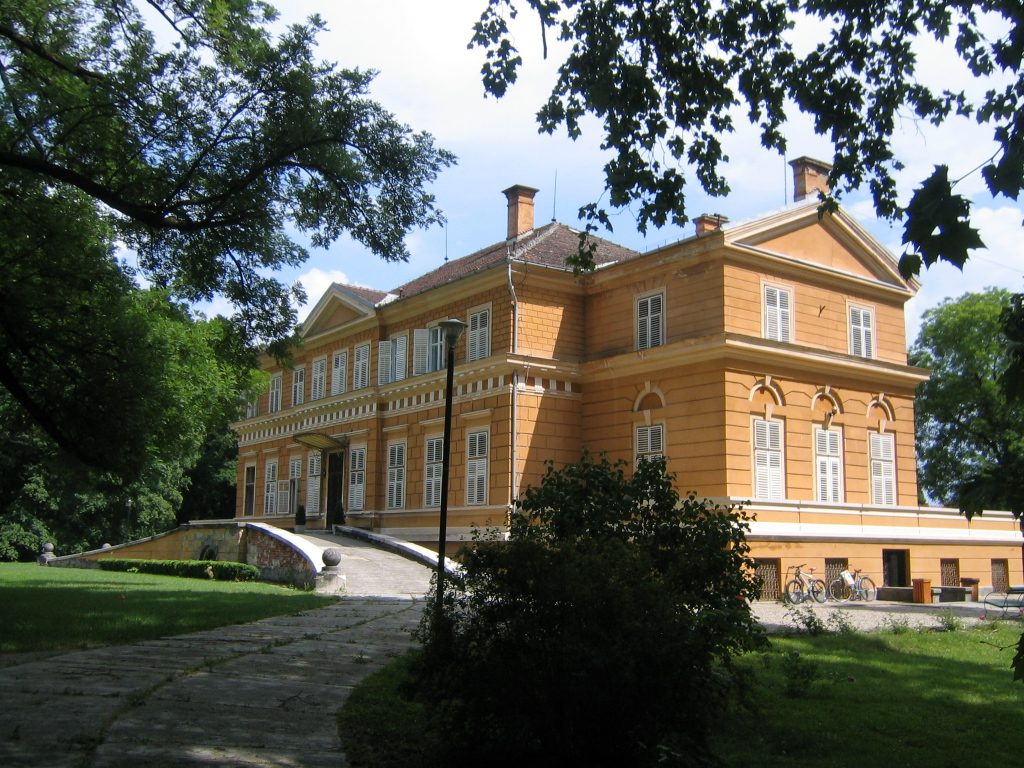
Săvârșin (Castelul regal)
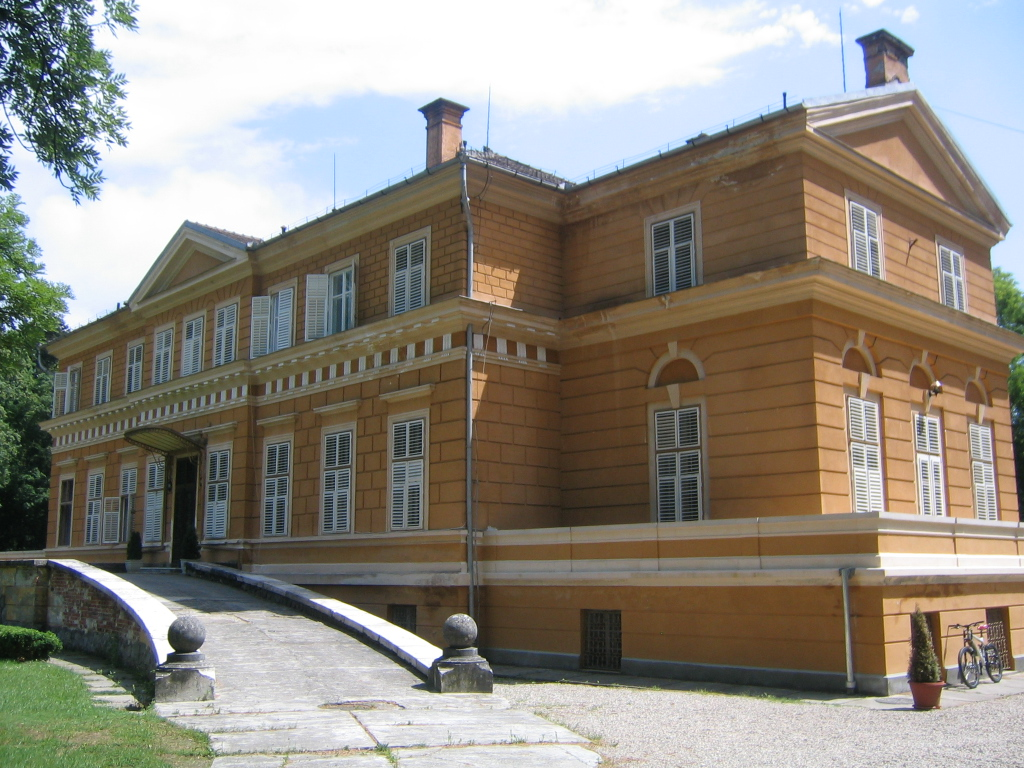
Săvârșin (Castelul regal)
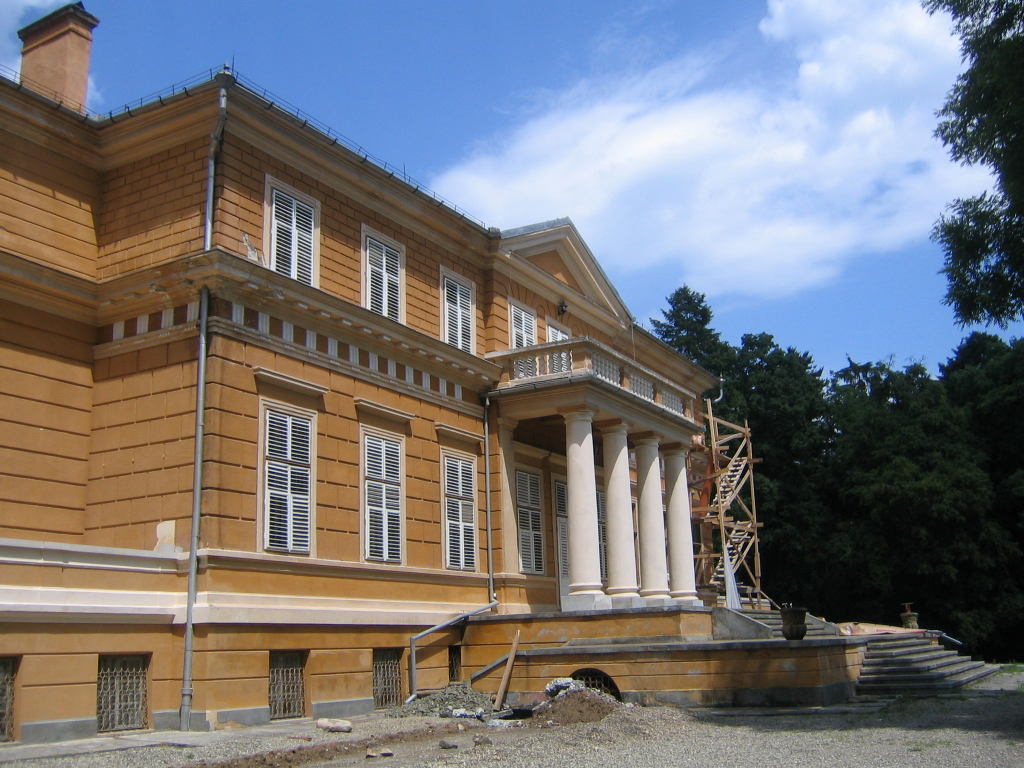
Săvârșin (Castelul regal)
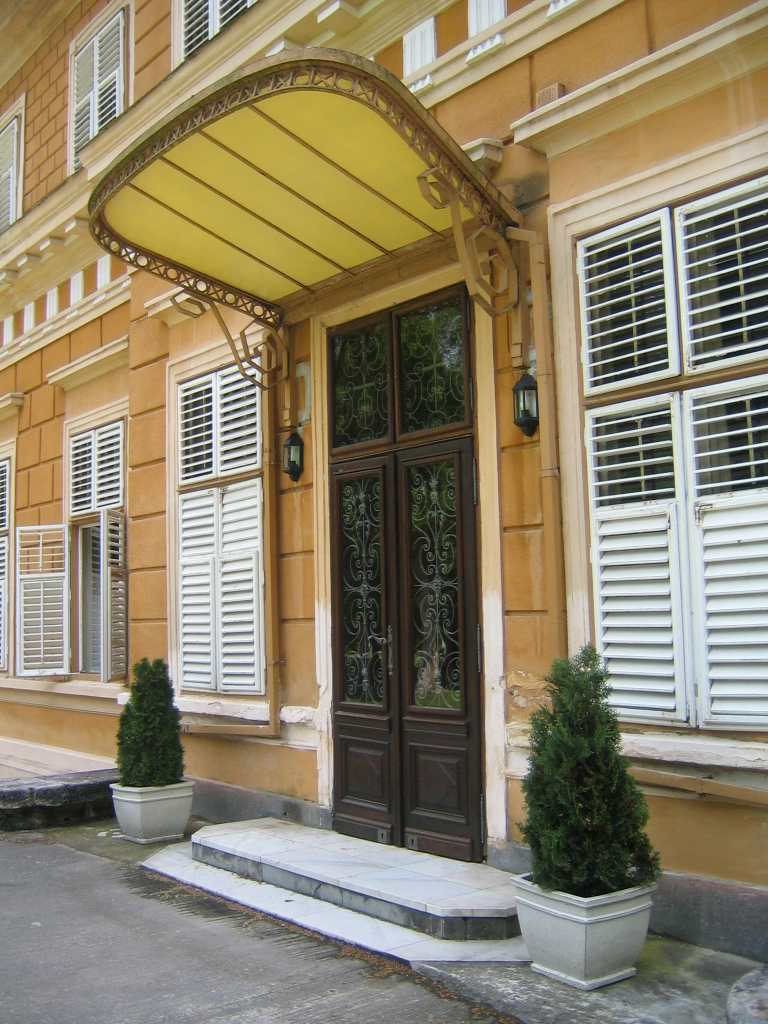
Săvârșin (Castelul regal)
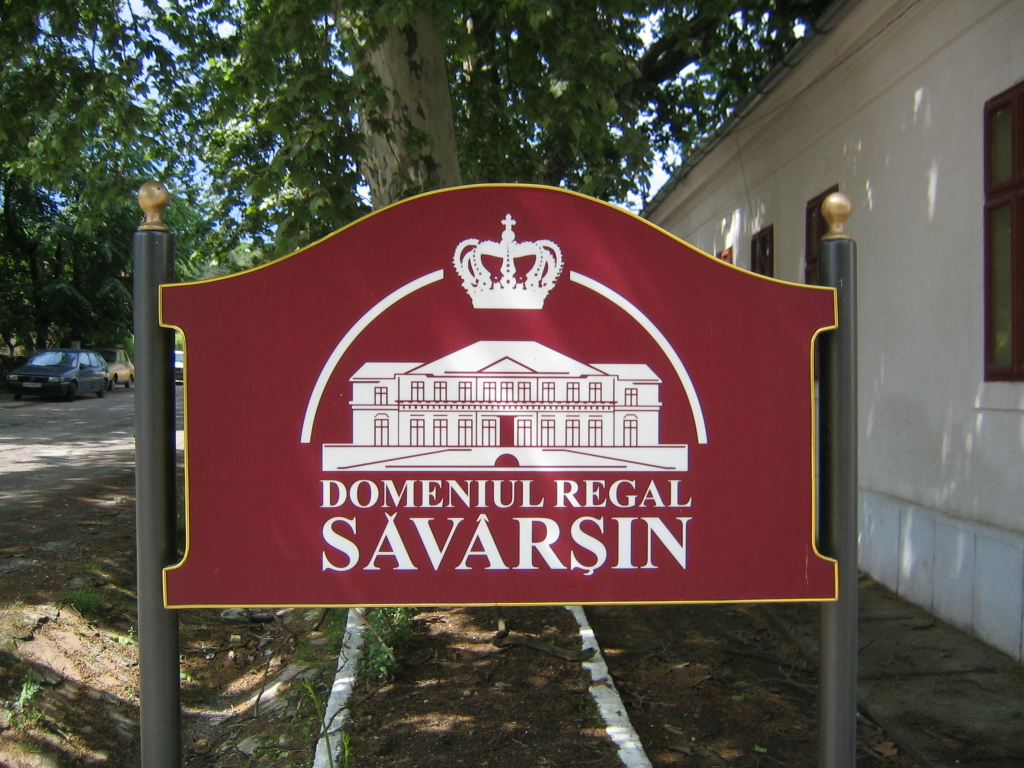
Săvârșin (Castelul regal)
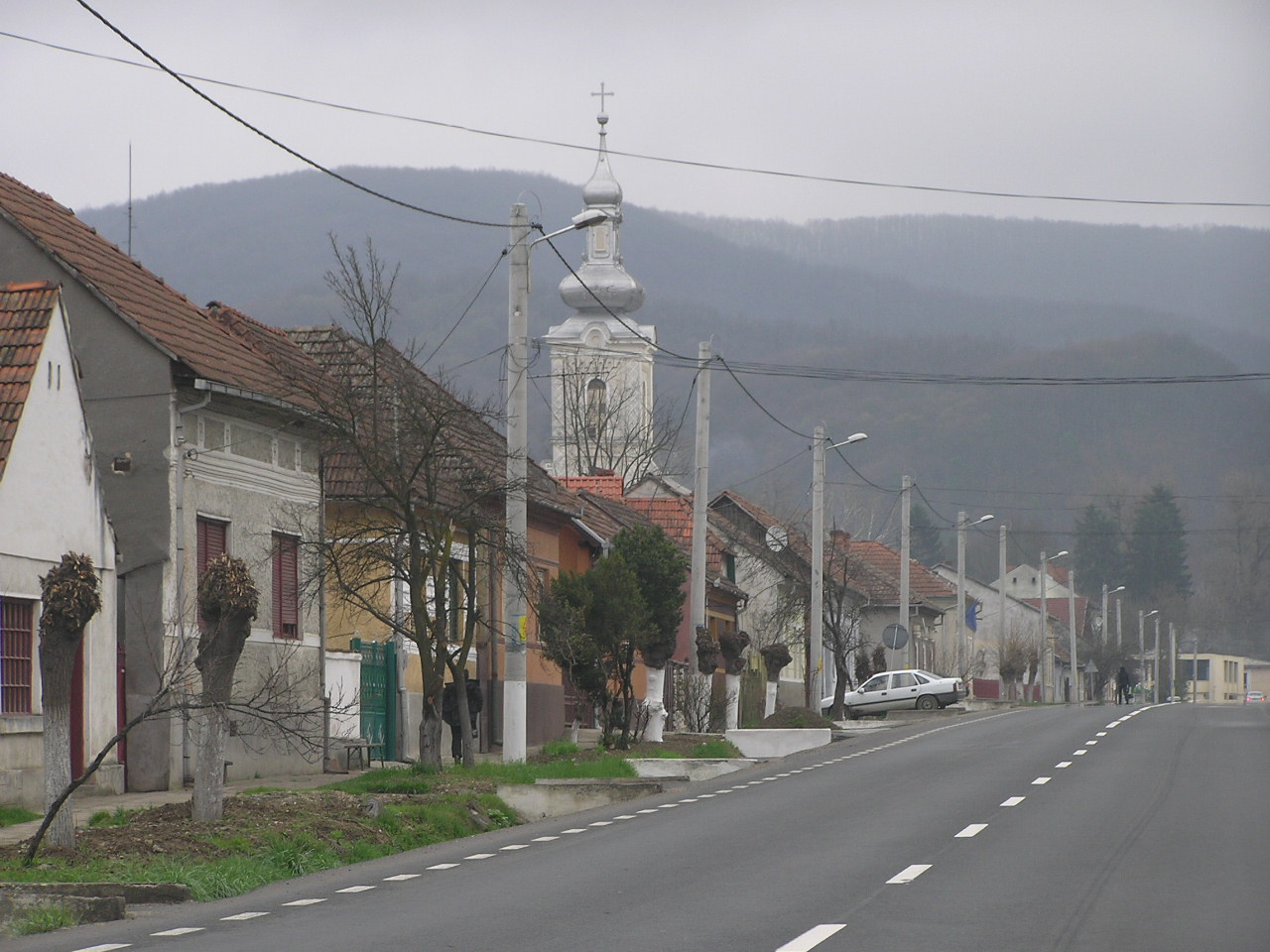
Drumul european E68 prin Săvârșin